# Szallum
Szallum, ‏שלום‎ – piętnasty król królestwa Izraela (państwa północnego), syn Jabesza, opisywany w 2 Księdze Królewskiej. Panował przez jeden miesiąc w 752 p.n.e.
Zamordował króla Zachariasza i przejął po nim tron. Wkrótce jednak sam został zamordowany przez kolejnego uzurpatora, Menachema.